# Espatóforo
Espatóforo (em grego clássico: σπαθοφόρος; romaniz.: spathophóros; em persa médio: šafšēlār; em parta: safsērdār) foi o título de um oficial sassânida.  A partir de sua forma grega é possível afirmar que o detentor deste título ocupava a posição de "portador da espada", talvez em contextos cerimoniais. É mencionado na inscrição trilíngue Feitos do Divino Sapor (ca. 262) segundo a qual era ocupado por Pabeco.